# Бухаров, Александр Семёнович
Александр Семёнович Бухаров (1912 — ?) — советский хозяйственный, государственный и политический деятель.

## Биография
Родился в июле 1912 года. Член ВКП(б) с 1942 года.
С 1931 года — на хозяйственной работе: агроном Малинской школы колхозной молодёжи в Московской области. В 1936—1948 сотрудник СНК / Совета министров СССР.
С 1948 на партийной работе: секретарь бюро ВКП(б) Министерства промышленности средств связи СССР, секретарь райкома, с 1954 заведующий Сельскохозяйственным отделом Московского областного комитета КПСС, с 1957 начальник Московского областного управления сельского хозяйства, с 1958 первый заместитель председателя Исполнительного комитета Московского областного Совета, с 1959 секретарь Московского областного комитета КПСС.
В 1960 году начальник Главного управления по торговле автомобилями, тракторами, сельскохозяйственными машинами, запчастями и другими товарами производственного назначения для сельского хозяйства и по поставкам народному хозяйству продукции автотракторного и сельскохозяйственного машиностроения при СМ РСФСР. 27 октября назначен заместителем председателя СМ РСФСР (до 5 апреля 1963).
С 31 октября 1961 по 29 марта 1966 кандидат в члены ЦК КПСС, в 1964 заведующий Отделом ЦК КПСС по промышленности, перерабатывающей сельскохозяйственное сырьё, затем заместитель министра сельского хозяйства РСФСР.
Избирался депутатом Верховного Совета РСФСР 5-го и 6-го созывов.